# Boon Lay
- | Ilustracja                                |                                |
| Państwo                                   | Singapur                       |
| Data otwarcia                             | 6 lipca 1990                   |
| East West Line                            |                                |
| Poprzednia stacja                         | Lakeside                       |
| Następna stacja                           | Pioneer                        |
| Położenie na mapie SingapuruBoon Lay MRT  |                                |
| 1°20′19″N 103°42′23″E/1,338611 103,706389 |                                |
| \| \| Multimedia w Wikimedia Commons \|   |                                |
|                                           | Multimedia w Wikimedia Commons |

Boon Lay – naziemna stacja Mass Rapid Transit (MRT) w Singapurze, która jest częścią East West Line, w Jurong West.
Razem z Boon Lay Bus Interchange i Jurong Point Shopping Mall stanoiw część Boon Lay Integrated Public Transport Hub.